# Rain, Niederbayern
Rain är en kommun och ort i Landkreis Straubing-Bogen i Regierungsbezirk Niederbayern i förbundslandet Bayern i Tyskland.
Kommunen ingår i kommunalförbundet Rain tillsammans med kommunerna Aholfing, Atting och Perkam.